# Bibliodiverzita
Bibliodiverzita je kulturní diverzita aplikovaná do psaní a publikování, tedy do knih. Australská spisovatelka Susan Hawthorne ji ve své knize Bibliodiversity: a manifesto for independent publishing popisuje jako komplexní soběstačný systém vyprávění, psaní, vydávání a veškeré jiné produkce ústní slovesnosti a literatury.

## Historie
První známky tohoto fenoménu se začaly objevovat, jakmile se knihy začaly tisknout, tedy po vynálezu knihtisku, který umožnil vydávání knih rychleji a ve větším množství. I když si toto privilegium zprvu přivlastnila církev, lidé si stejně našli způsob, jak svá díla publikovat a distribuovat mezi čtenáře. Ve dvacátém století začaly vznikat velké vydavatelské společnosti. Ty díky svým rozpočtům mohly provádět velkovýrobu a tisknout tak knihy levněji. Tímto počínáním však buď vytlačovaly menší nakladatelství, nebo je rovnou skupovaly. Od té doby po současnost se tisknou hlavně knihy, u kterých je očekáván velký odbyt a není věnována pozornost knihám s nižšími prodeji. V této souvislosti založilo v 90. letech několik chilských vydavatelů skupinu Asociacion de Editores independientes de Chile a představili světu pojem bibliodiverzita.

## Význam
Bibliodiverzita existuje od toho, aby v literatuře nepřevládal jen a pouze jeden myšlenkový proud a aby literatura nebyla pouze jednoduchá, ale i poučná a přinášela nové poznatky. Jinými slovy, aby nabídka knih byla pestrá. Učí zpochybňovat většinový myšlenkový proud a ptát se na otázky, které světový názor vytlačuje. Poučuje o různých zemích, etnicitách, náboženstvích a mnoho dalšího. Bez bibliodiverzity je riskováno, že budou přehlédnuty důležité vědecké objevy a inovace, které mohou jednoho dne zachránit lidstvo.

## Bibliodiverzita a knihkupectví

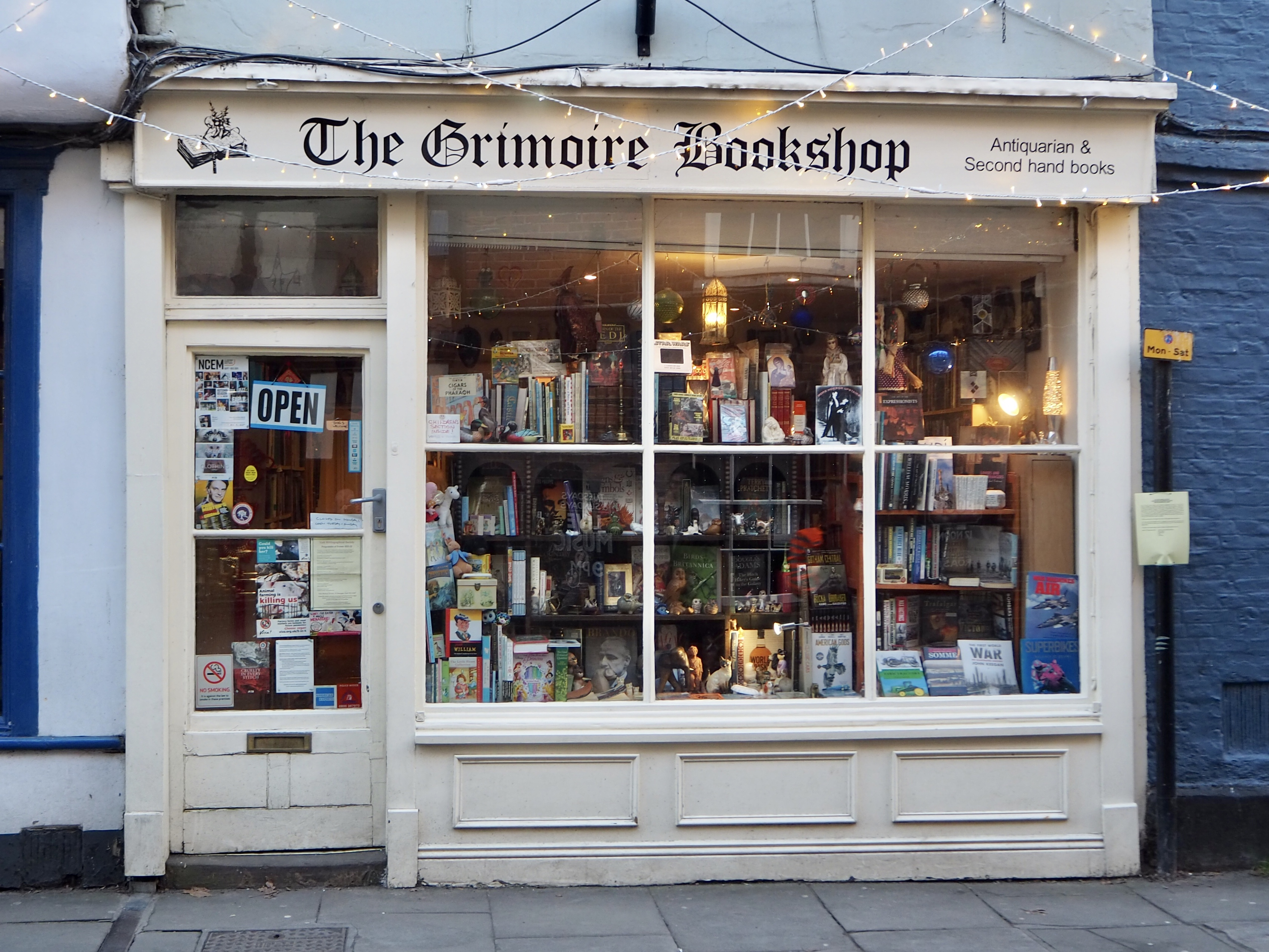
Lokální knihkupectví Grimoire v Yorku

Bibliodiverzita také může znamenat, že velký knižní řetězec může (ale nemusí) nabízet ve všech svých prodejních místech totožný sortiment, a to bez ohledu na velikost města a na dominující sociální skupinu nacházející se na onom místě. Tímto sortimentem bývají hlavně tituly, které nijak neprovokují, či nekritizují ustálený celosvětový názor. Do knih se tak nedostávají různorodější díla od autorů, kteří píší s odlišným názorem od toho světového. Naopak menší knihkupectví více přizpůsobují svůj sortiment místním klientům nebo se věnují pouze jednomu oboru (knihy v nářečí, prodej jednoho žánru atd.)
V České republice bibliodiverzitu reprezentuje především asociace malých nakladatelů a knihkupců. Tato asociace prosazuje zájmy malých nakladatelů a knihkupců, ale i čtenářů. Rovněž se snaží vydávat knihy férově. Za férovou knihu dostanou všichni lidé podílející se na jejím vydání adekvátně zaplaceno. Taková kniha je tištěna v menším nákladu lokálně a prodává se v řádném e-shopu nebo kamenném knihkupectví za spravedlivou cenu.